# 아세틸렌 램프
아세틸렌 램프(アセチレン・ランプ, Acetylene Lamp)는 테즈카 오사무의 만화에 자주 등장하는 간판 캐릭터이다. 보통 악역을 맡는다.
이마가 넓고 코가 가느다란 키 큰 중년의 남성으로, 큰 눈은 항상 찡그리고 있고 작은 콧수염과 큰 안경을 쓰고 있다. 뒤통수가 함몰되어 있고 거기 양초를 얹고 다니는데, 어떤 아이디어를 떠올릴 때면 그 양초에 불이 붙는다.

## 주요 등장 작품
- 《아돌프에게 고한다》 - 게슈타포 요원 역
- 《바다의 트리톤》
- 《도래할 세계》
- 《우주소년 아톰》 - 드레이크 역
- 《칠색잉꼬》 - 야쿠자 간부, 사격 표적, 전과 33범 등 역
- 《블랙잭》 - 수사관 역
- 《베니스의 상인》 - 샤일록 역
- 《세눈박이 나가신다》 - CIA 장관 역
- 《메트로폴리스》 - 레드당 당원 역
- 《잃어버린 세계》 - 본인 역
- 《원더 쓰리》 - 비밀경찰대장 역